# نبرد برژراک
نبرد برژراک (انگلیسی: Battle of Bergerac) نبردی است در قالب لشکرکشی گسکونی ۱۳۴۵ از مجموعه جنگ‌های صدساله که میان پادشاهی فرانسه و پادشاهی انگلستان شکل گرفت. هنری گروسمنت، دوک لنکستر توانست در این کارزار به پیروزی دست یابد